# Tarmac (roman)
Pour les articles homonymes, voir Tarmac (homonymie).
Tarmac est un roman québécois paru en avril 2009, écrit par l’auteur Nicolas Dickner, publié par la maison d’édition Alto. Cette œuvre fut finaliste au Grand prix littéraire Archambault 2010. Tarmac sera également adapté en long-métrage au courant de l’année 2017. Sous le titre Hope, le film sera réalisé par Louise Archambault.

## Synopsis
Tarmac raconte l’histoire de Hope, une adolescente issue d’une famille dans laquelle chaque membre reçoit sa propre vision de la fin du monde ainsi que la date à laquelle elle aura lieu. C’est en tentant d’éviter cet évènement que la mère de Hope décide de quitter Yarmouth en Lada  avec sa fille unique, pour finalement aboutir dans le bas du fleuve. Coincées à Rivière-du-Loup pour cause de bris mécanique, mère et fille n’ont d’autres choix que d’attendre la fin de monde dans cette petite ville. C’est là que Hope rencontre Michel Bauermann. Cette relation lui permettra d’échapper, si ce n’est que pour de courts moments, aux lubies de sa mère.

## Personnages

### Hope Randall
Hope est une adolescente atypique et futée. Elle se démarque par ses 195 points de QI qui lui permettent de calculer mentalement des équations complexes, sa passion pour David Suzuki et la relation singulière qu’elle partage avec sa mère.

### Michel Bauermann
Michel Bauermann est un adolescent de Rivière-du-Loup qui travaille dans le domaine familial; l’industrie du béton. Il rencontre Hope dès son arrivée à Rivière-du-Loup et est rapidement épris de sa beauté et son intelligence.

### Ann Randall
Ann Randall est la mère de Hope et la raison pour laquelle les deux ont quitté Yarmouth. Bien qu’habitée par les meilleures intentions, Ann est déconnectée de la réalité et repose beaucoup sur les bons soins de Hope à son égard.